# جيمس ماسون (مصارع محترف)
جيمس ماسون (بالإنجليزية: James Mason)‏ هو مصارع محترف بريطاني، ولد في 22 يوليو 1979 في لندن في المملكة المتحدة.

## روابط خارجية
- جيمس ماسون على موقع CageMatch worker (الإنجليزية)